# Steve Luecke
Stephen J. Luecke (Freeport, 1950) is een Amerikaans voormalig politicus. Tussen 1997 en 2012 was hij burgemeester van South Bend in Indiana. Hij is lid van de Democratische Partij en was de langstzittende burgemeester in de geschiedenis van de stad.

## Biografie
Luecke groeide op in Freeport (Illinois). Hij studeerde aan de Universiteit van Notre Dame en de Universiteit van Fordham. Tijdens de Vietnamoorlog was hij dienstweigeraar.

## Carrière

### Vroege carrière
Voordat hij de politiek inging was Luecke timmerman en vervolgens medewerker van een stichting die zich richtte op betaalbare huisvesting en andere lokale kwesties. Gedurende negen jaar was hij lid van de Common Council (gemeenteraad) van South Bend namens het eerste district in het noordwesten van de stad.

### Burgemeesterschap

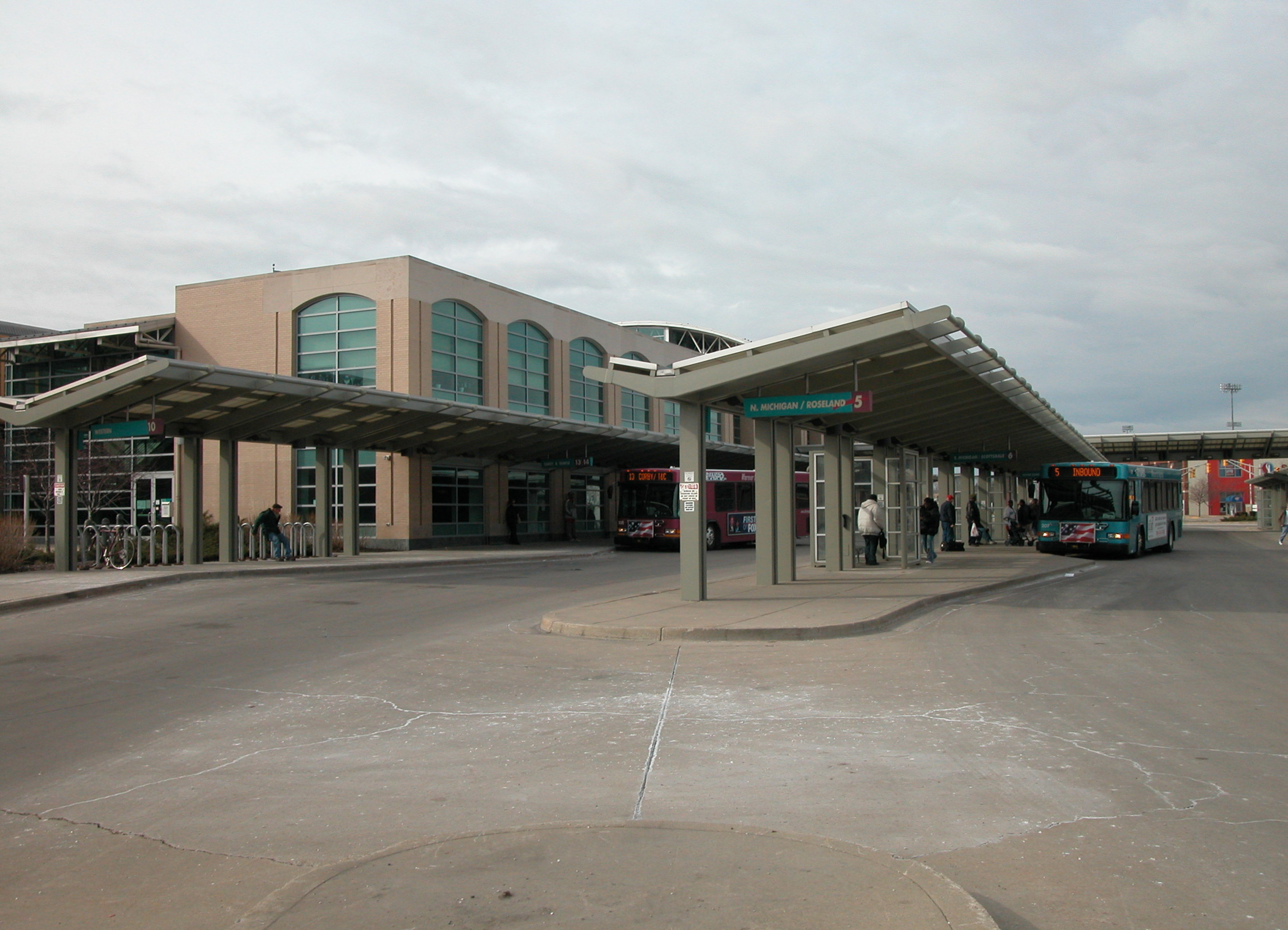
South Street Station, geopend in 1998.

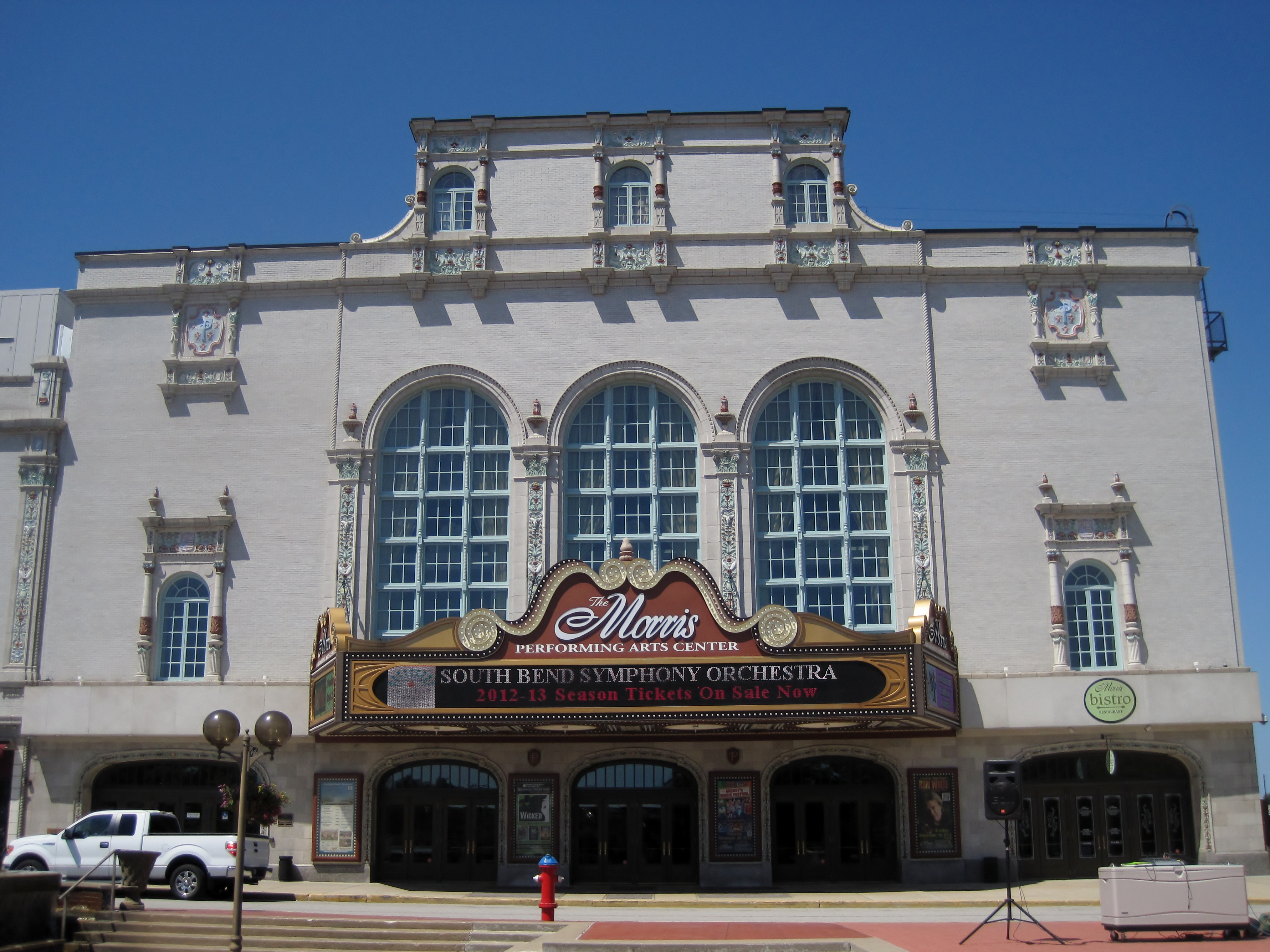
Morris Performing Arts Center, gerenoveerd in 2000.

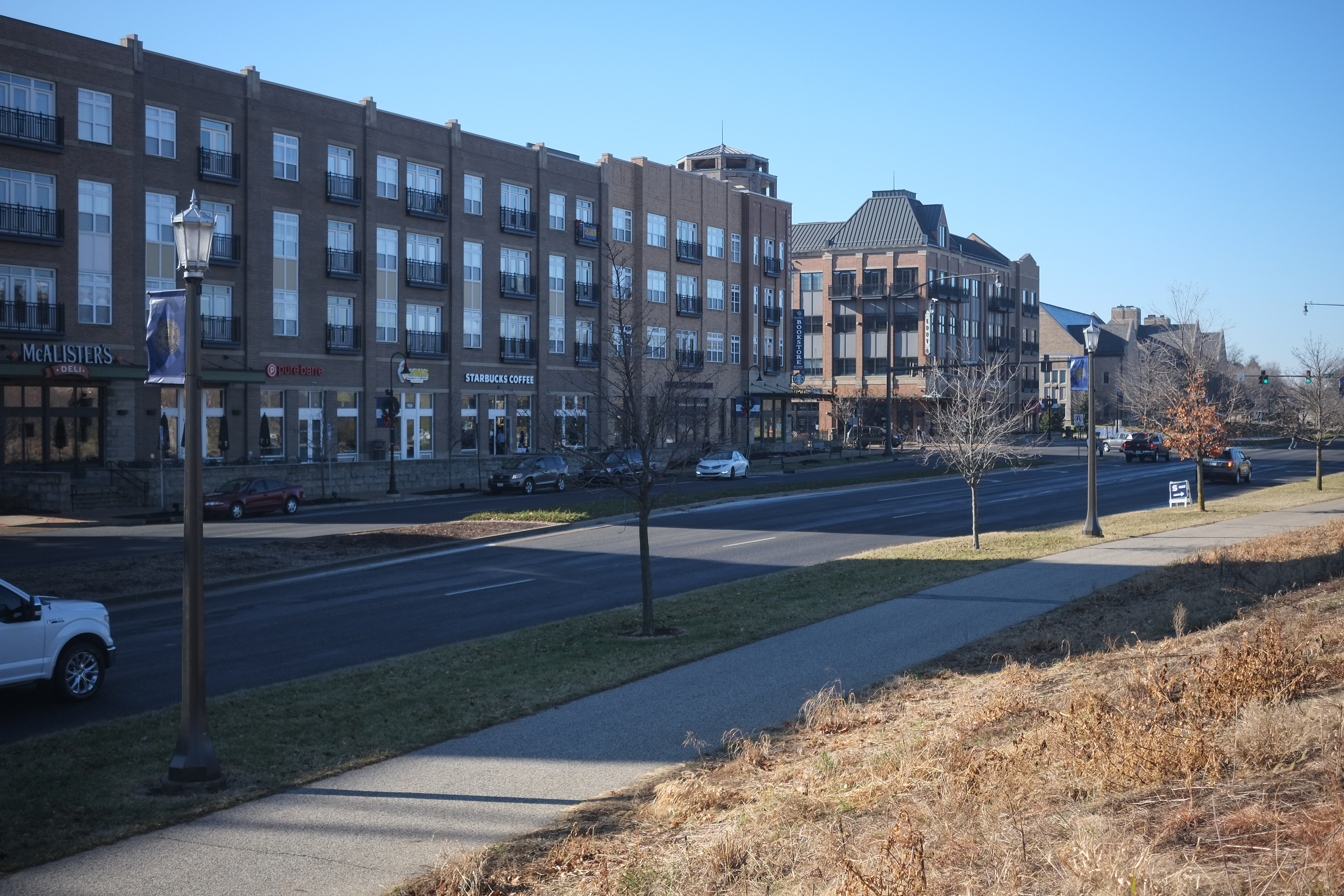
Eddy Street Commons

In januari 1997 nam toenmalig Democratisch burgemeester Joe Kernan na negen jaar afscheid van zijn ambt om luitenant-gouverneur van de staat Indiana te worden. Nadat hij aangaf de kandidatuur van Luecke te steunen werd deze unaniem door de Common Council verkozen tot burgemeester. Luecke werd ingezworen op 3 januari 1997, werd herkozen bij de burgemeestersverkiezingen van 1999, 2003 en 2007 en bleef burgemeester tot 1 januari 2012. Hij gaf aan zich niet opnieuw verkiesbaar te stellen. Bij zijn afscheid was Luecke met vijftien jaar de langstzittende burgemeester in de geschiedenis van de stad. De burgemeestersverkiezing van 2011 werd gewonnen door de toen negenentwintigjarige Democraat Pete Buttigieg. Deze werd daarmee op 1 januari 2012 de een na jongste burgemeester in de geschiedenis van de stad en de jongste burgemeester van een Amerikaanse stad met meer dan honderdduizend inwoners. 
In 1998 werd het busstation South Street Station geopend in het centrum van South Bend. Aan de plannen hiervoor werd al tijdens de termijn van burgemeester Kernan gewerkt. In de oorspronkelijke plannen zou een deel van het station voor de openbaar gefinancierde spoorwegmaatschappij Amtrak worden ingericht. Dit ging uiteindelijk niet door.
Hoogtepunten van zijn ambtstermijn waren onder meer een vermindering van criminaliteit in de stad, inspanningen voor stedelijke herontwikkeling en de renovatie van het Morris Performing Arts Center. 
Als burgemeester zette Luecke zich in om van South Bend een regionaal centrum voor kunst en cultuur te maken. Zijn beleid veroorzaakte een groei in het aanbod van amusement en horeca in het stadscentrum. In 2000 werd het Morris Performing Arts Center gerenoveerd. Twee onderzoeken die rond 2007 zijn uitgevoerd toonden aan dat deze inspanningen de stad in staat stelden miljoenen dollars aan economische uitgaven te genieten. Een studie van Saint Mary's College toonde aan dat het Morris Performing Arts Center, dat in handen is van de stad, een indirecte economische impact van 5,9 miljoen dollar zou genereren, eigen kaartverkoop niet meegerekend. 
In 2007 verkondigde Luecke dat de stad tijdens zijn ambtstermijn 1,3 miljard dollar aan investeringen had gedaan. Onder de infrastructurele inspanningen die werden ondernomen was een "slim riool"-programma. Zijn opvolger Buttigieg bouwde dit programma verder uit. Andere belangrijke projecten waren de ontwikkeling van Eddy Street Commons en de hertontwikkeling van West Washington Street. Ook werd er een gemeenschapshuis van het Leger des Heils geopend in de stad.
Luecke werd geprezen voor het versterken van de relatie tussen de stad South Bend en de nabijgelegen Universiteit van Notre Dame. Onder Luecke besloot de stad de voormalige fabrieksgebouwen van Studebaker te slopen. Hiervoor gebruikte de stad tax increment financing en  federale financiering. Op deze plek bevinden zich tegenwoordig de technologieparken Innovation Park en Ignition Park.
Luecke koos ervoor niet op te gaan voor een vierde volle termijn. Dit maakte de burgemeestersverkiezing van 2011 de eerste open verkiezing in 24 jaar. Luecke sprak voor geen van de Democratische kandidaten zijn steun uit. De verkiezing werd gewonnen door de Democraat Pete Buttigieg.

### Na het burgemeesterschap
Van 2013 tot zijn pensionering in 2017 was Luecke directeur van de South Bend Alumni Association, een organisatie die geld inzamelt ten behoeve van scholen in South Bend. Bij de burgemeestersverkiezing in South Bend in 2019 sprak Luecke zijn steun uit voor zijn voormalig speciaal assistent Lynn Coleman in diens vergeefse poging de Democratische nominatie te winnen.